# San Gennaro Vesuviano
San Gennaro Vesuviano est une commune de la ville métropolitaine de Naples, dans la région Campanie, en Italie.

## Administration
| Période                                  | Période | Identité | Étiquette | Qualité |
| ---------------------------------------- | ------- | -------- | --------- | ------- |
|                                          |         |          |           |         |
| Les données manquantes sont à compléter. |         |          |           |         |

### Hameaux
Giugliani, Marani, Sommesi, Fragolesi, Ammaturo, Sciuscielli, Macchioni.

### Communes limitrophes
Nola, Ottaviano, Palma Campania, San Giuseppe Vesuviano.